# 白泉寺 (我孫子市)
白泉寺（はくせんじ）は、千葉県我孫子市にある曹洞宗の寺院。

## 歴史
1610年（慶長15年）、竹巌宗嫩によって開山された。竹巌宗嫩は同市湖北台の正泉寺の第7世住職である。隣の岡発戸八幡神社の旧別当寺であった。
明治初期に無住（住職不在）となり、1888年（明治21年）に本寺の正泉寺に合併された。しかし昭和期に合併は取り消され、復活している。ただ本堂は当地区の「岡発戸公民館」に改修されている。その一室に仏像等が所蔵されている。

## 交通アクセス
- 湖北駅より徒歩21分。